# Campionati mondiali di pugilato dilettanti 1991
I Campionati mondiali di pugilato dilettanti del 1991 (AIBA World Boxing Championships) si sono tenuti a Sydney, (Australia), dal 14 al 23 novembre.

## Risultati

### Pesi Minimosca
| Medaglia | Atleta          | Paese            |  |
| -------- | --------------- | ---------------- |  |
|          | Eric Griffin    | Stati Uniti      |  |
|          | Rogelio Marcelo | Cuba             |  |
|          | Nelson Dieppa   | Porto Rico       |  |
|          | Daniel Petrov   | Unione Sovietica |  |

### Pesi Mosca
| Medaglia | Atleta          | Paese          |  |
| -------- | --------------- | -------------- |  |
|          | István Kovács   | Ungheria       |  |
|          | Chol Su-Choi    | Corea del Nord |  |
|          | Hassan Mustafa  | Egitto         |  |
|          | Yuliyan Strogov | Bulgaria       |  |

### Pesi Gallo
| Medaglia | Atleta            | Paese            |  |
| -------- | ----------------- | ---------------- |  |
|          | Serafim Todorov   | Bulgaria         |  |
|          | Enrique Carrion   | Cuba             |  |
|          | Li Gwang-Sik      | Corea del Nord   |  |
|          | Vladislav Antonov | Unione Sovietica |  |

### Pesi Piuma
| Medaglia | Atleta          | Paese         |  |
| -------- | --------------- | ------------- |  |
|          | Kirkor Kirkorov | Bulgaria      |  |
|          | Park Duk-Kyu    | Corea del Sud |  |
|          | Arnaldo Mesa    | Cuba          |  |
|          | Hocine Soltani  | Algeria       |  |

### Pesi Leggeri
| Medaglia | Atleta          | Paese            |  |
| -------- | --------------- | ---------------- |  |
|          | Marco Rudolph   | Germania         |  |
|          | Artur Grigoryan | Unione Sovietica |  |
|          | Justin Rowsell  | Australia        |  |
|          | Vasile Nistor   | Romania          |  |

### Pesi Superleggeri
| Medaglia | Atleta              | Paese            |  |
| -------- | ------------------- | ---------------- |  |
|          | Konstantin Tszyu    | Unione Sovietica |  |
|          | Vernon Forrest      | Stati Uniti      |  |
|          | Moses James         | Nigeria          |  |
|          | Candelario Duvergel | Cuba             |  |

### Pesi Welter
| Medaglia | Atleta                | Paese     |  |
| -------- | --------------------- | --------- |  |
|          | Juan Hernández Sierra | Cuba      |  |
|          | Andreas Otto          | Germania  |  |
|          | Francisc Vaștag       | Romania   |  |
|          | Stephen Scriggins     | Australia |  |

### Pesi Superwelter
| Medaglia | Atleta             | Paese            |  |
| -------- | ------------------ | ---------------- |  |
|          | Juan Carlos Lemus  | Cuba             |  |
|          | Israel Akopkokhyan | Unione Sovietica |  |
|          | Torsten Schmitz    | Germania         |  |
|          | Ole Klemetsen      | Norvegia         |  |

### Pesi Medi
| Medaglia | Atleta            | Paese            |  |
| -------- | ----------------- | ---------------- |  |
|          | Tommaso Russo     | Italia           |  |
|          | Aleksandr Lebziak | Unione Sovietica |  |
|          | Chris Johnson     | Canada           |  |
|          | Ramon Garbey      | Cuba             |  |

### Pesi Mediomassimi
| Medaglia | Atleta           | Paese            |  |
| -------- | ---------------- | ---------------- |  |
|          | Torsten May      | Germania         |  |
|          | Andrey Kurnyavka | Unione Sovietica |  |
|          | Mehmet Gurgen    | Turchia          |  |
|          | Dale Brown       | Canada           |  |

### Pesi Massimi
| Medaglia | Atleta            | Paese         |  |
| -------- | ----------------- | ------------- |  |
|          | Félix Savón       | Cuba          |  |
|          | Arnold Vanderlyde | Paesi Bassi   |  |
|          | David Tua         | Nuova Zelanda |  |
|          | Sung Bae-Chae     | Corea del Sud |  |

### Pesi Supermassimi
| Medaglia | Atleta           | Paese            |  |
| -------- | ---------------- | ---------------- |  |
|          | Roberto Balado   | Cuba             |  |
|          | Svilen Rusinov   | Bulgaria         |  |
|          | Yevgeny Belousov | Unione Sovietica |  |
|          | Larry Donald     | Stati Uniti      |  |

## Medagliere
| Posizione | Nazione          |    |    |    | Totale |
| 1         | Cuba             | 4  | 2  | 3  | 9      |
| 2         | Bulgaria         | 2  | 1  | 1  | 4      |
| 2         | Germania         | 2  | 1  | 1  | 4      |
| 4         | Unione Sovietica | 1  | 4  | 3  | 8      |
| 5         | Stati Uniti      | 1  | 1  | 1  | 3      |
| 6         | Italia           | 1  | 0  | 0  | 1      |
| 6         | Ungheria         | 1  | 0  | 0  | 1      |
| 8         | Corea del Nord   | 0  | 1  | 1  | 2      |
| 8         | Corea del Sud    | 0  | 1  | 1  | 2      |
| 10        | Paesi Bassi      | 0  | 1  | 0  | 1      |
| 11        | Australia        | 0  | 0  | 2  | 2      |
| 11        | Canada           | 0  | 0  | 2  | 2      |
| 11        | Romania          | 0  | 0  | 2  | 2      |
| 14        | Algeria          | 0  | 0  | 1  | 1      |
| 14        | Egitto           | 0  | 0  | 1  | 1      |
| 14        | Nigeria          | 0  | 0  | 1  | 1      |
| 14        | Norvegia         | 0  | 0  | 1  | 1      |
| 14        | Nuova Zelanda    | 0  | 0  | 1  | 1      |
| 14        | Porto Rico       | 0  | 0  | 1  | 1      |
| 14        | Turchia          | 0  | 0  | 1  | 1      |
| Totale    | Totale           | 12 | 12 | 24 | 48     |